# Otto Baum
Otto Baum (Leonberg, Baden-Wurtemberg; 22 de enero de 1900-Esslingen, Baden-Wurtemberg; 22 de enero de 1977) fue un escultor alemán.

## Biografía
Otto Baum tuvo una formación técnica como ingeniero durante la Primera Guerra Mundial, trabajando para diversas empresas. Después del servicio militar, trabajó desde 1920 a 1922 como escultor de madera y ebanista entallador y hasta 1924 trabajó en una fábrica de pinturas. De 1924 a 1927 con Arnold Waldschmidt, Robert Poetzelberger y Hans Spiegely en la Academia Estatal de Bellas Artes de Stuttgart. Hasta 1930 trabajó como escultor independiente, y posteriormente reanudó sus estudios en la Academia de Stuttgart desde 1930 hasta 1934, siendo alumno de Ludwig Habich. Como artista independiente presentó su primera exposición de grupo en Ulm en 1934.
En 1936, los nazis le prohibieron exponer y sufrió graves impedimentos para trabajar en su obra escultórica. En 1937 dos de sus esculturas de la Galería Nacional de Berlín eran consideradas como arte degenerado. Una de las obras retiradas fue Chica de pie, que en 2010 sería desenterrada. En 1942 se le prohibió la práctica de su profesión.
El Ministro de Cultura württembergués, Theodor Heuss , convocó a Baum junto a Willi Baumeister, Hermann Brachert, Fritz Steisslinger y Rudolf Yelin en un comité de planificación, para llevar a cabo la reorganización de la Academia Estatal de Bellas Artes de Stuttgart. El 1946, en la reapertura de la Academia, se hizo cargo de una clase de escultura, que ocupó hasta su jubilación en 1965. Entre sus alumnos estuvieron los escultores Herbert Baumann, Hans Dieter Bohnet, Emil Cimiotti, Elmar Daucher, Ekhart Dietz, Christoph Freimann, Peter Knapp, Bruno Knittel y Eberhard Linke.
Sus obras fueron expuestas a continuación en varias ocasiones a finales de 1950 y en la Galería Estatal de Stuttgart. En 1957 tomó parte en la exposición Arte alemán del siglo XX en el Museo de Arte Moderno de Nueva York. Después de su retiro como facultativo de la academia, Baum atrajo cada vez más al público. Se produjo durante su vida un fenómeno al exponer, "la obra del escultor más prolífico de la posguerra en el sur de Alemania había caído en el olvido" (Wolfgang Kermer)
La obra de Baum se caracteriza por las formas orgánicas, con elementos prestados propios del minimalismo. Los materiales preferidos de trabajo para Baum fueron las piedras: arenisca, caliza y pizarra; y en ocasiones el cemento, además de la madera. Nada define mejor el trabajo del escultor que sus propias palabras: Era su deseo llegar a través de los medios justos a la forma clara y vívida de la dinámica del siglo XX
El 22 de enero de 1977, en la fecha de la celebración de su 77 cumpleaños, Otto Baum se quitó la vida en Esslingen.

## Las excavaciones arqueológicas de 2010
En una excavación arqueológica llevada a cabo durante el proceso de cimentación de unas construcción frente al Rotes Rathaus, el ayuntamiento de Berlín, donde hasta 1945 funcionó la Königstraße, fueron encontradas once esculturas de bronce y de cerámica perdidas. Los objetos hallados fueron expuestos en noviembre de 2010 en el Neues Museum. Las piezas habían sido exhibidas en Múnich en 1937, como arte degenerado e incluyen obras de los artistas Otto Freundlich, Otto Baum, Emy Roeder, Edwin Scharff y Gustav Heinrich Wolff.

## Obras
- Pareja en reposo, relieve de bronce de 1939 - expuesto en el Antiguo Ayuntamiento de Leonberg
- Piedad - Esslingen, Pliensaufriedhof
- Lochofant - Stuttgart, Complejo de la Escuela Gänseberg, 1949
- Relieve- Stuttgart, escalera en la Treppenhaus Städtische, 1951
- Elefante - Stuttgart-Zuffenhausen, Escuela Silcher , 1954
- Mutter Erde - Offenbach am Main, Servicio Meteorológico 1956
- El Gran Juego - Das große Spiel - Friburgo de Brisgovia, Tribunal de Odontología, 1958
- Memorial - Stuttgart, tribunal de la escuela Johann-Friedrich-von-Cotta , hacia 1960 originalmente "en memoria de los estudiantes caídos de la escuela de alta economía"
- Posidonienschieferwand - Stuttgart, parlamento de 1961
- Muro de hormigón plástico - Bad Wildbad, Brunnenausgabe Staatsbad , 1961
- Escultura Monumental - Universidad de Educación de Ludwigsburg , 1964
- Maternidad - Hospital Nacional de la Mujer de Stuttgart , 1968
- Contramaestre - Marbach am Neckar, Canal Neckar
- Monumentalplastik, escuela de pedagogía de Ludwigsburg

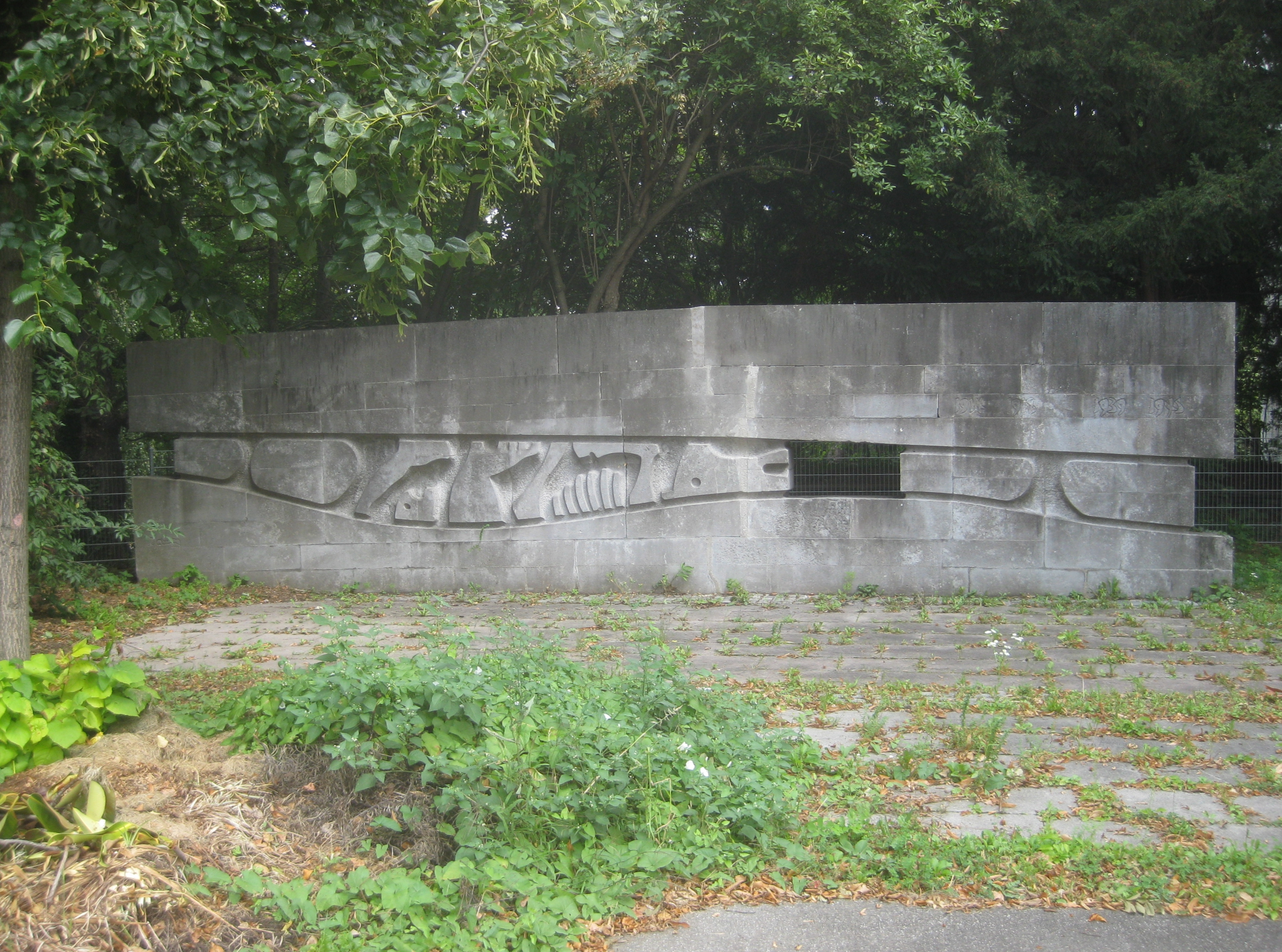
Memorial de los estudiantes caídos de la escuela de economía , Stuttgart, Escuela Johann-Friedrich-von-Cotta, 1960
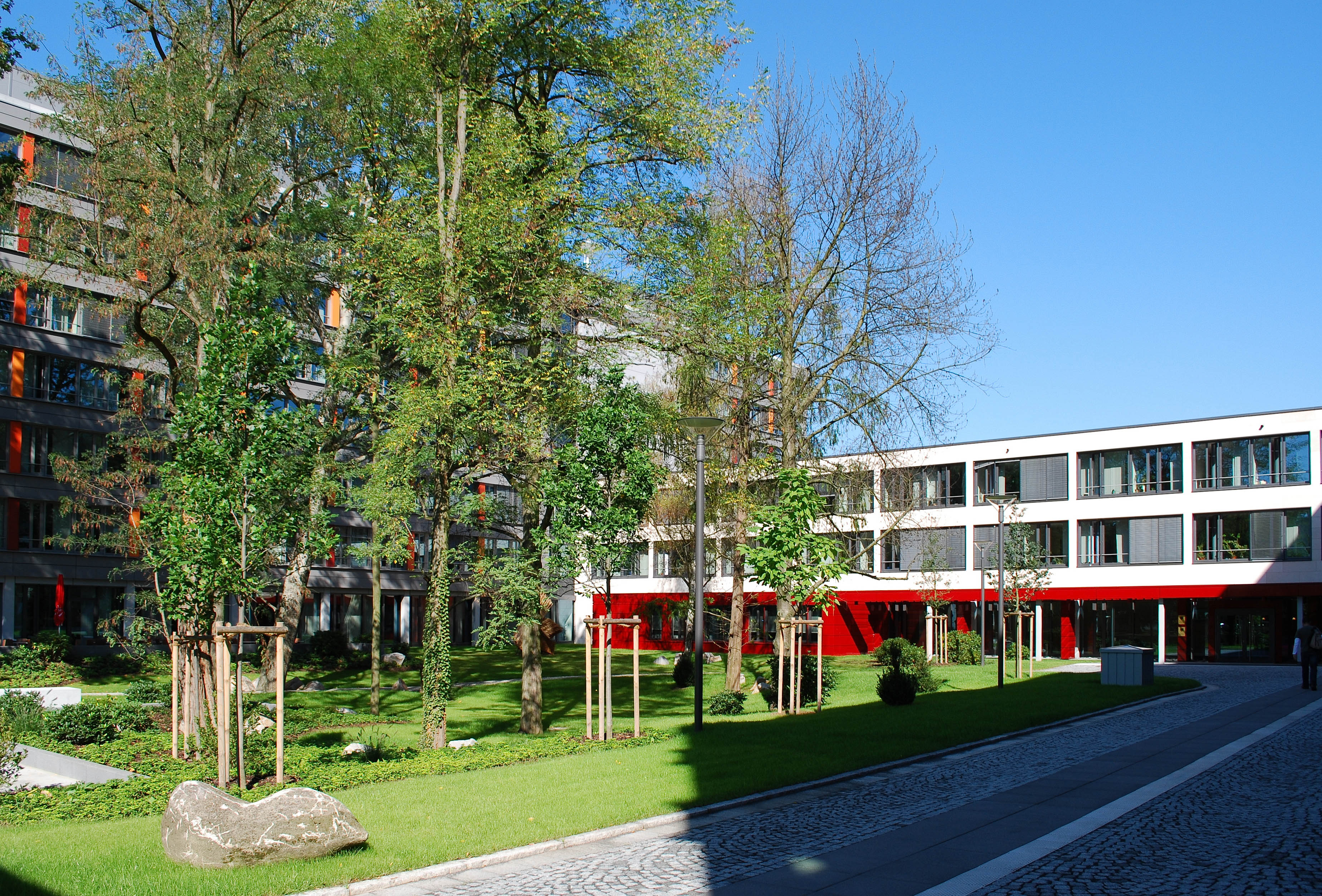
Servicio Meteorológico en Offenbach am Main, en primer plano la escultura en piedra Mutter Erde (1956)